# Schiesswesen ausser Dienst
Das Schiesswesen ausser Dienst umfasst alle Übungen mit Ordonnanzwaffen und Munition ausserhalb der Schulen und Kurse der Schweizer Armee, insbesondere die Bundesübungen, sowie sämtliche durch die anerkannten Schützenvereine organisierten freiwilligen Schiessanlässe.
Schiessen zur Erhaltung und Förderung der Wehrfähigkeit hat in der Schweiz eine lange Tradition und ist älter als der Bundesstaat. Das Schiesswesen ausser Dienst hat seinen heutigen Ursprung in der Militärorganisation vom 8. Mai 1850, die erstmals jährliche Zielschiessen vorsah. Es unterscheidet sich in einiger Hinsicht vom Sportschiessen in olympischen Disziplinen, wobei viele Querverbindungen vor allem in der Nachwuchsförderung existieren. Der auch für das Sportschiessen verantwortliche Schweizer Schiesssportverband, vor allem aber die lokalen Vereine sind anerkannt und dürfen die ausserdienstlichen Anlässe des VBS durchführen.

## Grundlage und Ziele
Die Verordnung über das Schiesswesen ausser Dienst reglementiert die Mittel, den Umgang mit Waffen und Munition, und beschreibt die verfolgten Ziele.
Das Schiesswesen ausser Dienst hat den Erfordernissen der Armee zu genügen und erfüllt im Interesse der Landesverteidigung folgende Zwecke:
- Es ergänzt und entlastet die Schiessausbildung an der persönlichen Waffe in den militärischen Schulen und Kursen.
- Es erhält die Schiessfertigkeit und fördert das Präzisionsschiessen der Angehörigen der Armee ausser Dienst.
- Es fördert die Weiterbildung der Schützinnen und Schützen in besonderen Ausbildungskursen.
- Es ermöglicht die Überprüfung der Funktionstüchtigkeit der persönlichen Waffe.
- Es fördert das freiwillige Schiessen.

## Schützenvereine
Nur anerkannte Schützenvereine dürfen die Anlässe durchführen. Diese werden bei der Durchführung durch die Mitglieder der kantonalen Schiesskommissionen beraten und kontrolliert.

„Schiessvereine dürfen Übungen nach dieser Verordnung nur durchführen, wenn sie von der kantonalen Militärbehörde anerkannt sind; diese hören die kantonale Schiesskommission und den zuständigen eidgenössischen Schiessoffizier an.“

## Schiesspflicht
Angehörige der Schweizer Armee der Klassen Subalternoffizier, Unteroffizier und Mannschaft unterstehen der Schiesspflicht (Art. 25 Abs. 1 lit. c, 63 Abs. 1 MG). Sie haben jährlich die Schiesspräzision mit der persönlichen Waffe unter Beweis zu stellen. Dazu ist das obligatorische Bundesprogramm, im Volksmund das Obligatorische mit einer vorgeschriebenen minimalen Punktzahl zu absolvieren. Soldaten, Unteroffiziere und Subalternoffiziere müssen bis zum Austritt aus der Armee, längstens jedoch bis zum Ende des Jahres, in dem das 34. Altersjahr vollendet ist, jährlich vor dem 31. August schiessen.

„Von der Schiesspflicht sind namentlich dispensiert:
- Schiesspflichtige, die im betreffenden Jahr mindestens 45 Tage besoldeten Militärdienst leisten;
- Schiesspflichtige, die im betreffenden Jahr mindestens 45 Tage Ausbildung oder Einsatz für die Friedensförderung, die Stärkung der Menschenrechte oder die humanitäre Hilfe leisten;
- Schiesspflichtige, die vor dem 1. August einen Auslandurlaub erhalten haben, sowie Militärdienstpflichtige, die aus dem Auslandurlaub zurückkehren und erst nach dem 31. Juli wieder mit der persönlichen Waffe ausgerüstet werden;
- Schiesspflichtige, deren persönliche Waffe nach Artikel 7 der Verordnung vom 5. Dezember 2003 über die persönliche Ausrüstung der Armeeangehörigen vorsorglich abgenommen wurde und diese erst nach dem 31. Juli zurückerhalten;
- Militärdienstpflichtige, die wieder in der Armee eingeteilt werden und mit der persönlichen Waffe erst nach dem 31. Juli wieder ausgerüstet worden sind;
- die von einer medizinischen Untersuchungskommission (UC) Dispensierten, sofern die Dispensation nach dem 31. Juli abläuft;
- die von der Militärbehörde des Wohnkantons wegen Freiheitsentzug oder Krankheit Dispensierten, sofern die Dispensation nach dem 31. Juli abläuft;
- Schiesspflichtige, die wegen Dienstverweigerung in Strafuntersuchung oder im Strafvollzug stehen;
- Schiesspflichtige, die ein Gesuch um waffenlosen Militärdienst eingereicht haben, bis über das Gesuch rechtskräftig entschieden wurde;
- Schiesspflichtige, die ein Gesuch um Zulassung zu Zivildienst eingereicht haben, bis über das Gesuch rechtskräftig entschieden ist.“

Die Schiesspflicht gilt als bestanden, wenn der Schiesspflichtige mindestens 42 Punkte mit dem Sturmgewehr bzw. mindestens 120 Punkte mit der Pistole erreicht hat und höchstens drei Nuller geschossen hat. Dazwischen können beliebig viele Probeschüsse (kostenpflichtig) geschossen werden. Wer auch nach zwei weiteren Versuchen (Munition muss bezahlt werden) die Mindestpunktzahl nicht erreicht hat, wird zu einem späteren Termin zu einem besoldeten Verbliebenenkurs aufgeboten.

### Folgen der Nichterfüllung der Schiesspflicht
Die Schiesspflicht gilt als erfüllt, wenn die oder der Schiesspflichtige die vorgeschriebene Anzahl Patronen mit seiner persönlichen Waffe gezielt verschossen hat.
Schiesspflichtige, welche das obligatorische Programm nicht oder nicht vorschriftsgemäss in einem Schiessverein geschossen haben, werden zur Erfüllung der Schiesspflicht durch amtliche Bekanntmachung der Kantone zu einem Nachschiesskurs aufgeboten.
Das Nichteinrücken in diesen ist grundsätzlich strafbar (Artikel 81 ff. MStG). In leichten Fällen sind die kantonalen Behörden für die Beurteilung zuständig (Artikel 95 Absatz 1 Buchstabe b Ziffer 2 MStV); sofern eine Disziplinarbusse ausgesprochen wird, liegt deren Höchstbetrag bei 1000 Franken (Artikel 188 Buchstabe b MStG). Ansonsten sind die Organe der Militärjustiz (Untersuchungsrichter, Auditor, Militärgericht) zuständig.
Die Verweigerung der ausserdienstlichen Schiesspflicht wird allenfalls als sog. partielle Militärdienstverweigerung gem. Art. 81 MStG bestraft. Hierher gehören diejenigen Fälle, in denen der AdA im Zeitpunkt des nicht besuchten Nachschiesskurses der Schiesspflicht auch in Zukunft nicht mehr nachkommen will. Dies ist namentlich dann anzunehmen, wenn die schiesspflichtige Person statt die Schiesspflicht erfüllen zu wollen, auch in den kommenden Jahren lieber (vermeintliche) Disziplinarstrafen in Kauf nimmt. Da die Absicht im Zeitpunkt des nicht besuchten Nachschiesskurses massgebend ist, spielt eine Erfüllung der Schiesspflicht in einem späteren Jahr höchstens für die Strafzumessung eine Rolle.
Ein blosses Militärdienstversäumnis nach Art. 82 f. MStG ist dagegen anzunehmen, wenn der AdA im Moment des Nichteinrückens wenigstens in Zukunft seine Schiesspflicht erfüllen wollte. Während Art. 82 MStG das vorsätzliche Militärdienstversäumnis regelt, stellt Art. 83 MStG das fahrlässige unter Strafe.
Das Nichterreichen der notwendigen Punktzahl ist als solches nicht strafbar.

## Schiessanlagen

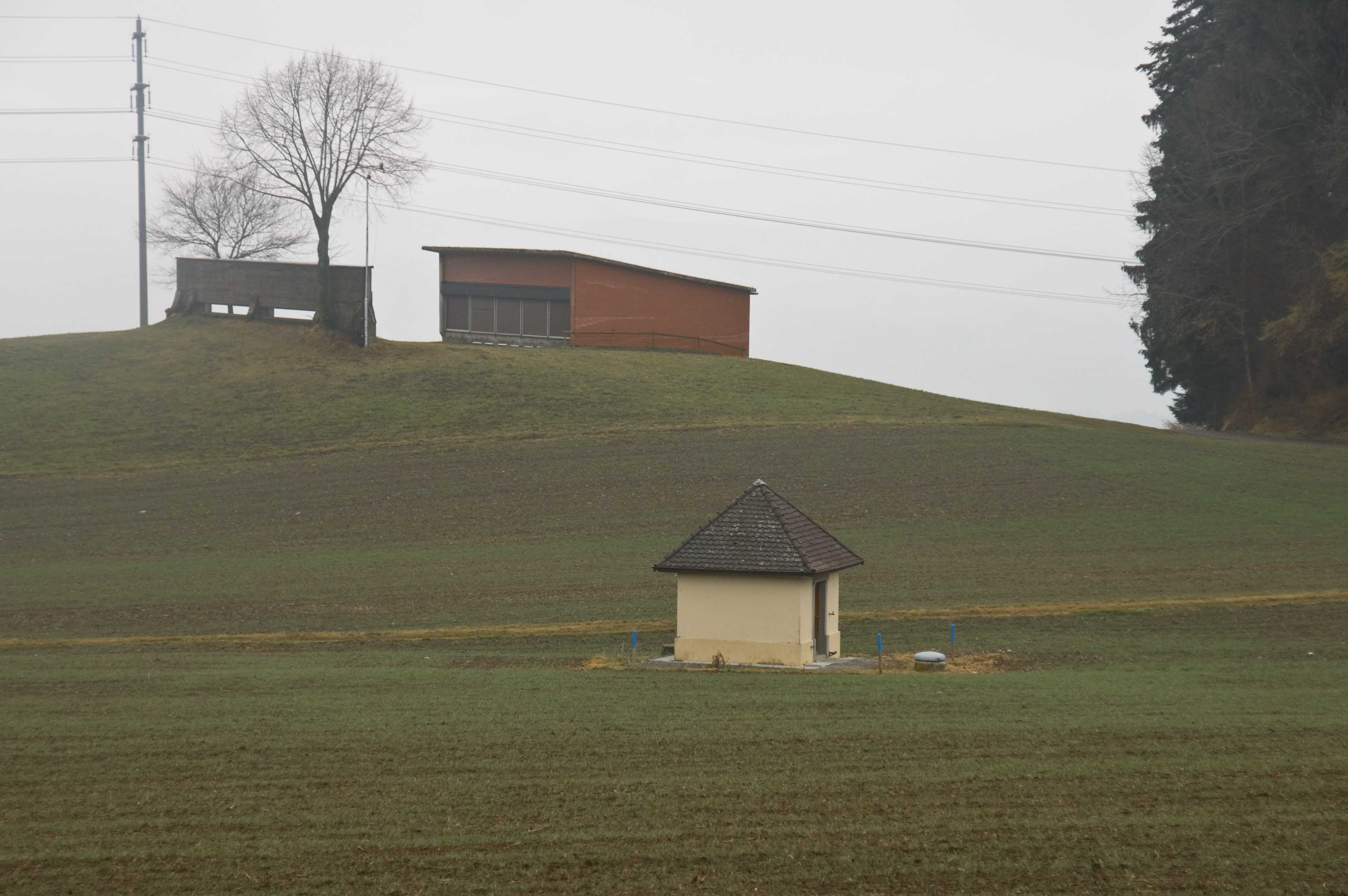
Schiessanlage in Römerswil

Die Schiessübungen werden auf den dafür vorgesehenen und von den zuständigen Militärbehörden anerkannten Schiessanlagen oder von den Eidgenössischen Schiessoffizieren bewilligten Schiessgeländen durchgeführt. Eine Schiessanlage besteht aus dem Schiessstand, dem Scheibenstand und in der Regel einer elektronischen Trefferanzeige (bei 300 m Anlagen).

## Bundesübungen
Die Bundesübungen umfassen das „obligatorische Bundesprogramm“ und das „Eidgenössische Feldschiessen“. Beide werden vom Bund aktiv mit Munition und Finanzen unterstützt und die Teilnahme ist dadurch kostenlos.

### Obligatorisches Bundesprogramm

#### Programm 300 m
Das Programm auf 300 m wird mit der Dienstwaffe Sturmgewehr 90 und Sturmgewehr 57, liegend ab Zweibeinstütze geschossen.
| Feuerart                   | Scheibe | Punktemaximum  |
| -------------------------- | ------- | -------------- |
| 5 Schuss Einzelfeuer       | A 5er   | je 5, Total 25 |
| 5 Schuss Einzelfeuer       | B 4er   | je 4, Total 20 |
| 1 × 2 Schüsse Schnellfeuer | B 4er   | je 4, Total 8  |
| 1 × 3 Schüsse Schnellfeuer | B 4er   | je 4, Total 12 |
| 1 × 5 Schüsse Schnellfeuer | B 4er   | je 4, Total 20 |
| Total möglicher Punkte     |         | 85             |

Schützen, die 66 Punkte (für Aktivschützen) und mehr erreichen, erhalten eine Anerkennungskarte.
Die Schiesspflicht gilt als erfüllt, wenn der Schütze die vorgeschriebenen Anzahl Patronen mit seiner persönlichen Waffe gezielt verschossen hat.
Die Schiesspflicht gilt als bestanden wenn mindestens 42 Punkte erreicht und dabei nicht mehr als drei Nuller geschossen wurden.

#### Programm 50 m
Geschossen wird stehend ein- oder zweihändig mit der Pistole auf 50 m Distanz.
| Feuerart                    | Scheibe    | Punktemaximum  |
| --------------------------- | ---------- | -------------- |
| 5 Schuss Einzelfeuer        | Scheibe P4 | je 4, Total 20 |
| 1 × 5 Schuss in 60 Sekunden | Scheibe P4 | je 4, Total 20 |
| 5 Schuss Einzelfeuer        | Scheibe B5 | je 5, Total 25 |
| 1 × 5 Schuss in 30 Sekunden | Scheibe B5 | je 5, Total 25 |
| Total möglicher Punkte      |            | 90             |

Schützen, die 72 Punkte (für Aktivschützen) und mehr erreichen, erhalten eine Anerkennungskarte.

#### Programm 25 m
Soldaten, Unteroffiziere und Offiziere, welche mit einer Pistole ausgerüstet sind, schiessen stehend ein- oder zweihändig auf 25 m Distanz.
| Feuerart                                  | Scheibe                                | Punktemaximum   |
| ----------------------------------------- | -------------------------------------- | --------------- |
| 5 Schuss Einzelfeuer                      | Ordonnanz-Schnellfeuer Pistolenscheibe | je 10, Total 50 |
| 1 × 5 Schüsse Schnellfeuer in 50 Sekunden | Ordonnanz-Schnellfeuer Pistolenscheibe | je 10, Total 50 |
| 1 × 5 Schüsse Schnellfeuer in 40 Sekunden | Ordonnanz-Schnellfeuer Pistolenscheibe | je 10, Total 50 |
| 1 × 5 Schüsse Schnellfeuer in 30 Sekunden | Ordonnanz-Schnellfeuer Pistolenscheibe | je 10, Total 50 |
| Total möglicher Punkte                    |                                        | 200             |

Schützen, die 175 Punkte (für Aktivschützen) und mehr erreichen erhalten eine Anerkennungskarte.

### Eidgenössisches Feldschiessen
Die Entwicklung des Feldschiessens hängt stark mit derjenigen des Obligatorischen Bundesprogramms zusammen. Das erste Feldsektionswettschiessen auf dem Twannberg vom 8. Oktober 1872 wird als ein Vorläufer angesehen, aber erst ab 1926 nehmen sämtliche Kantone am Feldschiessen teil. Der jährliche Durchführungsmodus etablierte sich im Jahr 1940. Mit 145'000 aktiven Teilnehmern im Jahr 2006 wird es als grösstes Schützenfest der Welt betrachtet.
Ein Schütze kann sowohl das 300-Meter- als auch das Pistolenprogramm absolvieren. Beim Pistolenprogramm muss er sich für eine Distanz entscheiden. Die Waffen für das Pistolenprogramm sind frei wählbar, sofern diese in der Schiessverordnung VBS (SR 512.311 Art. 20 Abs. 6, welche auf Dokumentation 27.132 dfi verweist) aufgeführt sind.

#### Programm 300 m
Das Programm auf 300 m wird mit der Dienstwaffe Sturmgewehr 90, Sturmgewehr 57, liegend ab Zweibeinstütze, Karabiner 31, Karabiner 11, Langgewehr 11 und Langgewehr 96/11 (die vier letzteren aber ohne Anspruch auf Beiträge) geschossen.
| Feuerart                                                                    | Scheibe | Punktemaximum  |
| --------------------------------------------------------------------------- | ------- | -------------- |
| 6 Schuss Einzelfeuer, je 60 Sekunden pro Schuss, oder 6 Schuss in 6 Minuten | B 4er   | je 4, Total 24 |
| 2 × 3 Schuss Schnellfeuer in je 60 Sekunden                                 | B 4er   | je 4, Total 24 |
| 1 × 6 Schüsse Schnellfeuer in 60 Sekunden                                   | B 4er   | je 4, Total 24 |
| Total möglicher Punkte                                                      |         | 72             |

Schützen, die 55 Punkte (für Aktivschützen) und mehr erreichen, erhalten eine Anerkennungskarte und einen Kranz beim Erreichen von 57 Punkten.

#### Programm 50 m
Die Schützen schiessen mit der Pistole stehend ein- oder zweihändig auf 50 m Distanz.
| Feuerart                       | Scheibe    | Punktemaximum  |
| ------------------------------ | ---------- | -------------- |
| 6 Schuss Einzelfeuer           | Scheibe B5 | je 5, Total 30 |
| 2 × 3 Schuss in je 60 Sekunden | Scheibe B5 | je 5, Total 30 |
| 1 × 6 Schuss in 60 Sekunden    | Scheibe B5 | je 5, Total 30 |
| Total möglicher Punkte         |            | 90             |

Schützen, die 58 Punkte (für Aktivschützen) und mehr erreichen, erhalten eine Anerkennungskarte und einen Kranz beim Erreichen von 63 Punkten.

#### Programm 25 m
Geschossen wird stehend ein- oder zweihändig mit der Pistole auf 25 m Distanz.
| Feuerart                                       | Scheibe                                | Punktemaximum   |
| ---------------------------------------------- | -------------------------------------- | --------------- |
| 3 Schuss Einzelfeuer je 20 Sekunden pro Schuss | Ordonnanz-Schnellfeuer Pistolenscheibe | je 10, Total 30 |
| 1 × 5 Schüsse Schnellfeuer in 50 Sekunden      | Ordonnanz-Schnellfeuer Pistolenscheibe | je 10, Total 50 |
| 1 × 5 Schüsse Schnellfeuer in 40 Sekunden      | Ordonnanz-Schnellfeuer Pistolenscheibe | je 10, Total 50 |
| 1 × 5 Schüsse Schnellfeuer in 30 Sekunden      | Ordonnanz-Schnellfeuer Pistolenscheibe | je 10, Total 50 |
| Total möglicher Punkte                         |                                        | 180             |

Schützen, die 153 Punkte (für Aktivschützen) und mehr erreichen erhalten eine Anerkennungskarte und einen Kranz beim Erreichen von 159 Punkten.

### Auszeichnungen

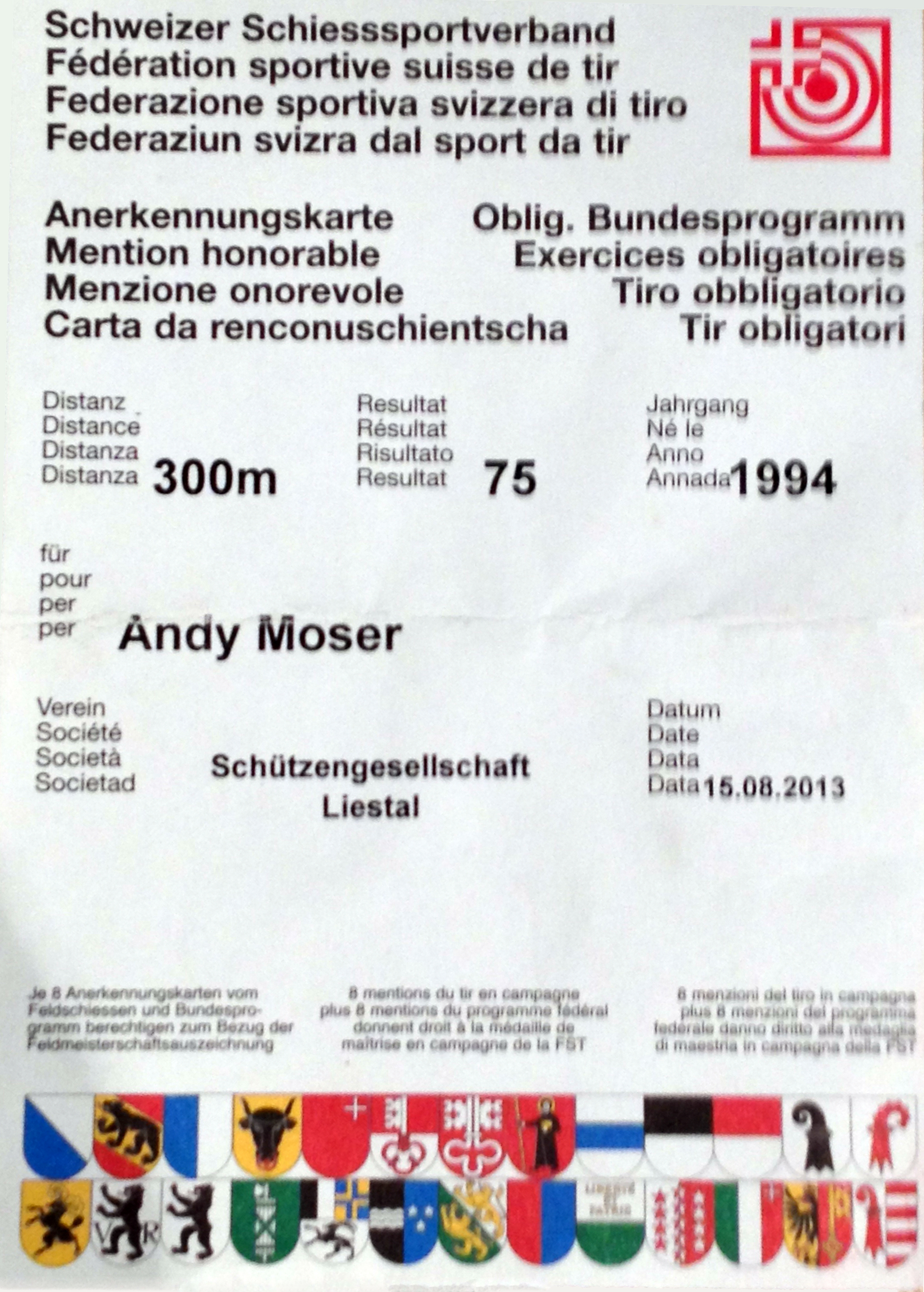
Anerkennungskarte vom „Obligatorischen“

Je acht Anerkennungskarten vom Obligatorischen und acht Anerkennungskarten vom Feldschiessen in derselben Distanz berechtigen den Schützen zum Bezug einer Feldmeisterschaftsmedaille. Pro Distanz werden 3 eidgenössische Medaillen verliehen, wobei die meisten Kantone nach Erreichen der goldenen Feldmeisterschaftsmedaille eine vierte und fünfte kantonale Auszeichnung verleihen.